# Asleep and Well Hidden
Asleep and Well Hidden è il settimo album di Pär Boström sotto lo pseudonimo Kammarheit. È stato registrato e pubblicato nel 2003.

## L'album
È il primo album del compositore svedese a venire pubblicato da una major, la Cyclic Law; per questo motivo, e per la distribuzione anche in altre nazioni, si indica Asleep and Well Hidden come l'esordio vero e proprio di Kammarheit. È inoltre il primo a venire stampato in una edizione ampia, sebbene ne vennero stampate solamente 1000 copie in tutto; la prima stampa (costituita dalle prime 500 copie) veniva venduta insieme ad un poster, la ristampa (le restanti 500 copie) senza. L'album ottenne un buon successo di vendite.

## Tracce
Tutte le tracce sono composte da Pär Boström.
1. Hiding – 6:27
2. The Ruins and the Serene – 7:11
3. For the Innermost – 8:00
4. The Poignant – 4:54
5. Epitome – 6:19
6. Dreamhours – 7:51

## Formazione
- Pär Boström – tastiere, programmazione